# Jonathan Cheechoo
Jonathan Earl Cheechoo (* 15. Juli 1980 in Moose Factory, Ontario) ist ein ehemaliger kanadischer Eishockeyspieler, der im Verlauf seiner aktiven Karriere zwischen 1997 und 2017 unter anderem 560 Spiele für die San Jose Sharks und Ottawa Senators in der National Hockey League auf der Position des rechten Flügelstürmers bestritten hat. In Diensten der San Jose Sharks gewann Cheechoo in der Saison 2005/06 mit 56 Toren die Maurice ‚Rocket‘ Richard Trophy für den besten Torschützen der Liga.

## Karriere
Cheechoo wurde zur Saison 1997/98 von den Belleville Bulls im Draft der Ontario Hockey League ausgewählt. Nach einer starken Rookiespielzeit mit 76 Punkten in 64 Spielen wurde er von den San Jose Sharks im NHL Entry Draft 1998 in der zweiten Runde an Position 29 ausgewählt. Die Sharks hatten zuvor ihr Wahlrecht an Stelle 2 für die Zugrechte an den Stellen 3 und 29 an die Nashville Predators abgegeben, um Cheechoo auswählen zu können. San Jose wurde daraufhin kritisiert, dass sie sich nicht die Rechte am talentierten David Legwand, den Nashville mit ihrem Pick ausgewählt hatten, sichern wollten und stattdessen einen Spieler ausgewählt hatten, der als weitaus schwächer eingeschätzt wurde. Cheechoo blieb in den folgenden zwei Spielzeiten in der OHL bei den Bulls und die Sharks ließen ihm genügend Zeit sich zu entwickeln, ehe sie ihn Anfang der Saison 2000/01 verpflichteten. Währenddessen hatte der Stürmer mit den Bulls am Ende der Spielzeit 1998/99 den J. Ross Robertson Cup, die Meisterschaft der OHL, gewonnen und beim Memorial-Cup-Turnier gespielt.

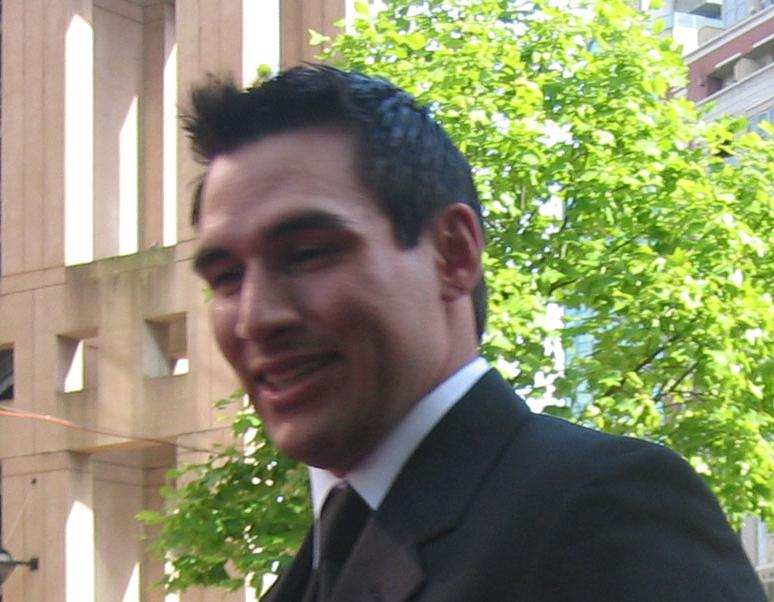
Jonathan Cheechoo bei den NHL Awards 2006

Cheechoo begann seine Profikarriere bei den Kentucky Thoroughblades, dem damaligen Farmteam der San Jose Sharks. Dort zeigte er eine starke Leistung mit 66 Punkten in 75 Spielen. Auch in seinem zweiten Jahr erreichte er trotz einer Verletzung 46 Punkte in 53 Spielen. Zu Beginn der Saison 2002/03, die Cheechoo mit sieben Punkten in den ersten neun Spielen begann, riefen ihn die Sharks ins NHL-Team. Nachdem er vornehmlich in der dritten und vierten Reihe zum Einsatz gekommen war und nur 16 Punkte in 66 Spielen gesammelt hatte, arbeitete er in der Sommerpause hart an sich. Die harte Arbeit zahlte sich in der folgenden Saison aus. Mit 47 Punkten in 81 Spielen in einer defensiv eingestellten Spielreihe mit Mike Ricci und Scott Thornton stellte Cheechoo seine Qualitäten unter Beweis. Zudem sammelte er dank seiner beiden Partner wichtige Erkenntnisse im Defensivverhalten auf dem Eis. In den Playoffs erzielte der Kanadier zehn Punkte in 17 Spielen.
Während des Lockouts in der NHL-Saison 2004/05 heuerte Cheechoo am 21. Dezember 2004 beim HV71 Jönköping aus der schwedischen Elitserien an. Dort lief er in insgesamt 20 Spielen bis zum Saisonende auf und erzielte dabei fünf Treffer. Zumeist spielte er in der zweiten oder dritten Angriffsreihe des Teams.
In der Saison 2005/06 kehrte Cheechoo nach San Jose zurück und schaffte mit 56 Toren den absoluten Durchbruch in der besten Liga der Welt und sicherte sich die begehrte Maurice ‚Rocket‘ Richard Trophy für den besten Torjäger. Zudem bedeuteten seine 56 Tore und 93 Punkte einen neuen Franchise-Rekord für die Sharks. Mit dem am 30. November 2005 verpflichteten Joe Thornton und Nils Ekman bildete er eine der besten Angriffsreihen der gesamten Liga. Seine 24 Powerplay-Tore und insgesamt fünf Hattricks waren ebenfalls Franchise-Rekorde. Die Saison 2006/07 begann recht schleppend für Cheechoo und er konnte erst in den Schlussmonaten der regulären Saison an die Form des Vorjahres anknüpfen. Schließlich erzielte er doch 37 Saisontore. In den letzten zwei Spielzeiten gelangen dem Kanadier somit insgesamt acht Hattricks, eine Marke, die seit 1991 nur Mario Lemieux, Pawel Bure, Brett Hull und Alexander Mogilny erreichen konnten. Nach der Operation zweier Leistenbrüche im Sommer 2007 brauchte der Flügelstürmer in der Spielzeit 2007/08 lange um seine Form zu finden. Das Niveau erreichte er in dieser Saison aber ebenso nicht wie in der folgenden. So standen für ihn zwischen 2007 und 2009 lediglich 66 Scorerpunkte zu Buche. Die anhaltende Formschwäche führte im September 2009 schließlich dazu, dass Cheechoo gemeinsam mit Milan Michálek und einem Zweitrunden-Draftpick an die Ottawa Senators abgegeben wurde. Im Gegenzug wechselten Dany Heatley und ein Fünftrunden-Pick nach San Jose.
Auch an neuer Wirkungsstätte gelang es dem Kanadier nicht, an die Form vergangener Jahre anzuknüpfen. Nachdem die Senators im Februar 2010 mit Matt Cullen einen weiteren Stürmer verpflichteten, wurde Cheechoo umgehend auf die Waiver-Liste gesetzt. Anschließend wurde er zum Farmteam, den Binghamton Senators, in die American Hockey League geschickt. Zu diesem Zeitpunkt hatte er in 61 NHL-Spielen lediglich fünf Tore und 14 Punkte erzielt sowie die schlechteste Plus/Minus-Statistik des gesamten Teams. Cheechoo spielte die Saison schließlich in Binghamton zu Ende und kam lediglich auf ein weiteres Playoff-Spiel für Ottawa in der NHL. Ende Juni 2010 setzten die Senators den früheren Richard-Trophy-Gewinner erneut auf die Waiver-Liste. Erneut fand sich aber kein Abnehmer und so bezahlten die Senators das letzte Jahr seines Vertrages aus, woraufhin der Kanadier zum Free Agent wurde. Einen Monat vor Beginn der Spielzeit 2010/11 luden ihn die Dallas Stars in ihr Trainingscamp an. Obwohl Cheechoo in den zwei absolvierten Vorbereitungsspielen zu überzeugen wusste, entließen ihn die Stars nach drei Wochen. Schließlich verpflichteten die Worcester Sharks, das Farmteam der San Jose Sharks, den Stürmer im Oktober 2010.
Im Juli 2011 unterzeichnete Cheechoo einen Kontrakt für ein Jahr bei den St. Louis Blues, für die er allerdings keinen Einsatz in der NHL bestritt. Stattdessen verbrachte er die Saison bei deren Farmteam, den Peoria Rivermen, in der American Hockey League und war mit 25 Treffern bester Torschütze der Mannschaft. Nach dem Auslaufen seines Vertrags wurde er allerdings zunächst von keinem Team unter Vertrag genommen. Erst im Januar 2013 erhielt er einen Probevertrag bei den Oklahoma City Barons, wo ihm schließlich auch der Sprung in den regulären Kader gelang. In 35 Spielen in der regulären Saison erzielte er 32 Punkte und verhalf seiner Mannschaft in den Play-offs bis ins Conference-Finale.
Daraufhin wechselte Cheechoo nach Europa, wo er vom kroatischen Klub KHL Medveščak Zagreb aus der Kontinentalen Hockey-Liga unter Vertrag genommen. Dort überzeugte der Stürmer mit 19 Toren und 19 Assists in 54 Saisonspielen. Nach der Saison 2013/14 wechselte er zusammen mit vier weiteren Mannschaftskollegen – unter anderem Ryan Vesce und Matt Ellison – von Medveščak zum Ligakonkurrenten HK Dinamo Minsk. Dem belarussischen Hauptstatklub blieb der Kanadier zwei Spielzeiten treu. Seine letzte Spielzeit verbrachte Cheechoo beim HC Slovan Bratislava in der KHL und kam in 60 Saisonspielen auf 40 Scorerpunkte. Nachdem er für die Saison 2017/18 keinen neuen Arbeitgeber gefunden hatte, gab Cheechoo Anfang März 2018 im Alter von 37 Jahren seinen Rücktritt vom aktiven Sport bekannt.

## Erfolge und Auszeichnungen
| - 1998 Teilnahme am CHL Top Prospects Game - 1998 OHL First All-Rookie Team - 1999 J.-Ross-Robertson-Cup-Gewinn mit den Belleville Bulls - 2001 Teilnahme am AHL All-Star Classic - 2001 AHL All-Rookie Team | - 2004 Teilnahme am NHL YoungStars Game - 2006 Maurice ‚Rocket‘ Richard Trophy - 2007 Teilnahme am NHL All-Star Game - 2011 Teilnahme am AHL All-Star Classic (verletzungsbedingte Absage) - 2014 Teilnahme am KHL All-Star Game |

## Karrierestatistik

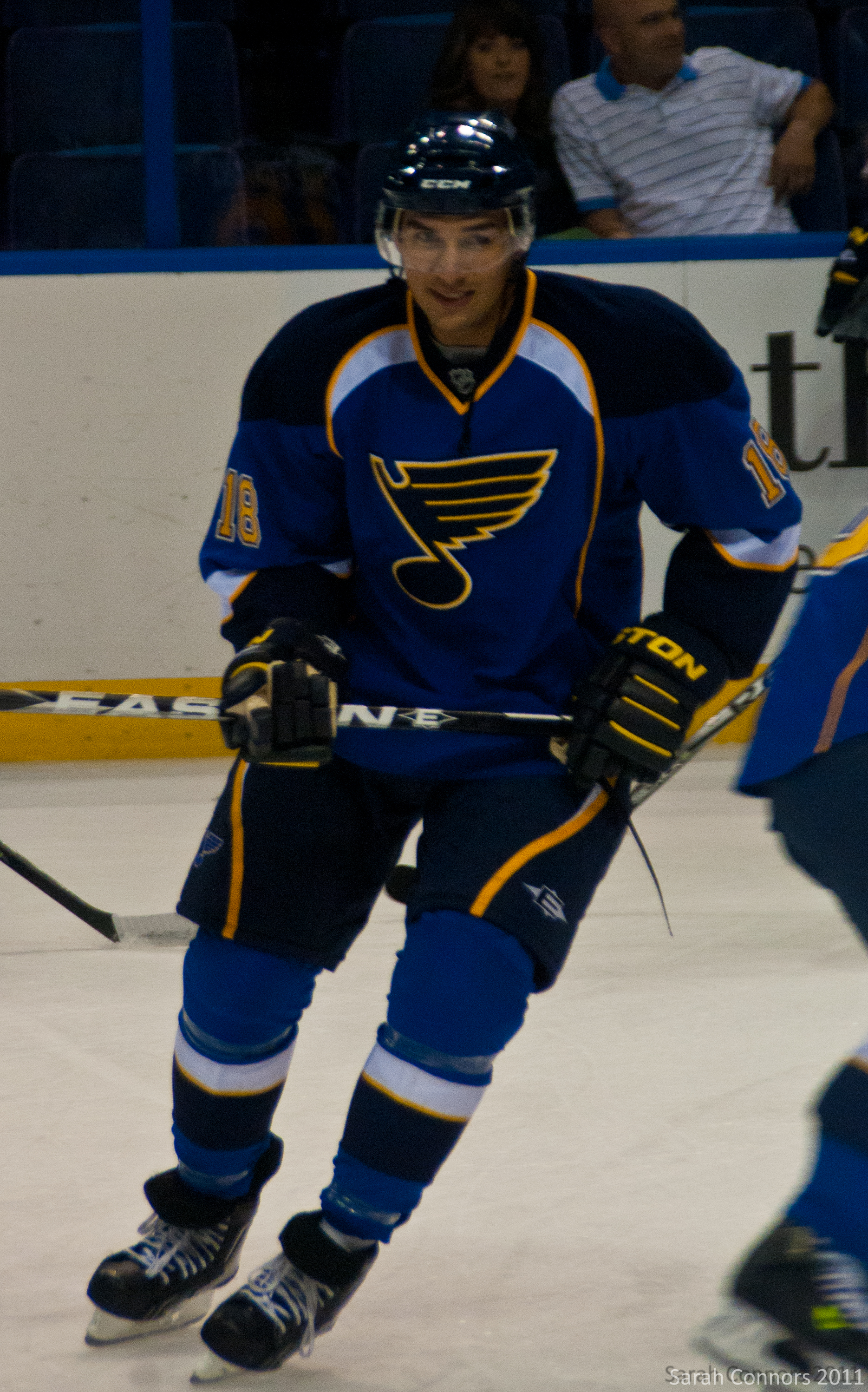
Cheechoo im Trikot der St. Louis Blues

(Legende zur Spielerstatistik: Sp oder GP = absolvierte Spiele; T oder G = erzielte Tore; V oder A = erzielte Assists; Pkt oder Pts = erzielte Scorerpunkte; SM oder PIM = erhaltene Strafminuten; +/− = Plus/Minus-Bilanz; PP = erzielte Überzahltore; SH = erzielte Unterzahltore; GW = erzielte Siegtore; 1 Play-downs/Relegation; Kursiv: Statistik nicht vollständig)